# Athyrium pectinatum
Athyrium pectinatum là một loài thực vật có mạch trong họ Woodsiaceae. Loài này được (Wall. ex Mett.) T. Moore miêu tả khoa học đầu tiên năm 1860.